# Murta (género)
- Commons
- Wikispecies

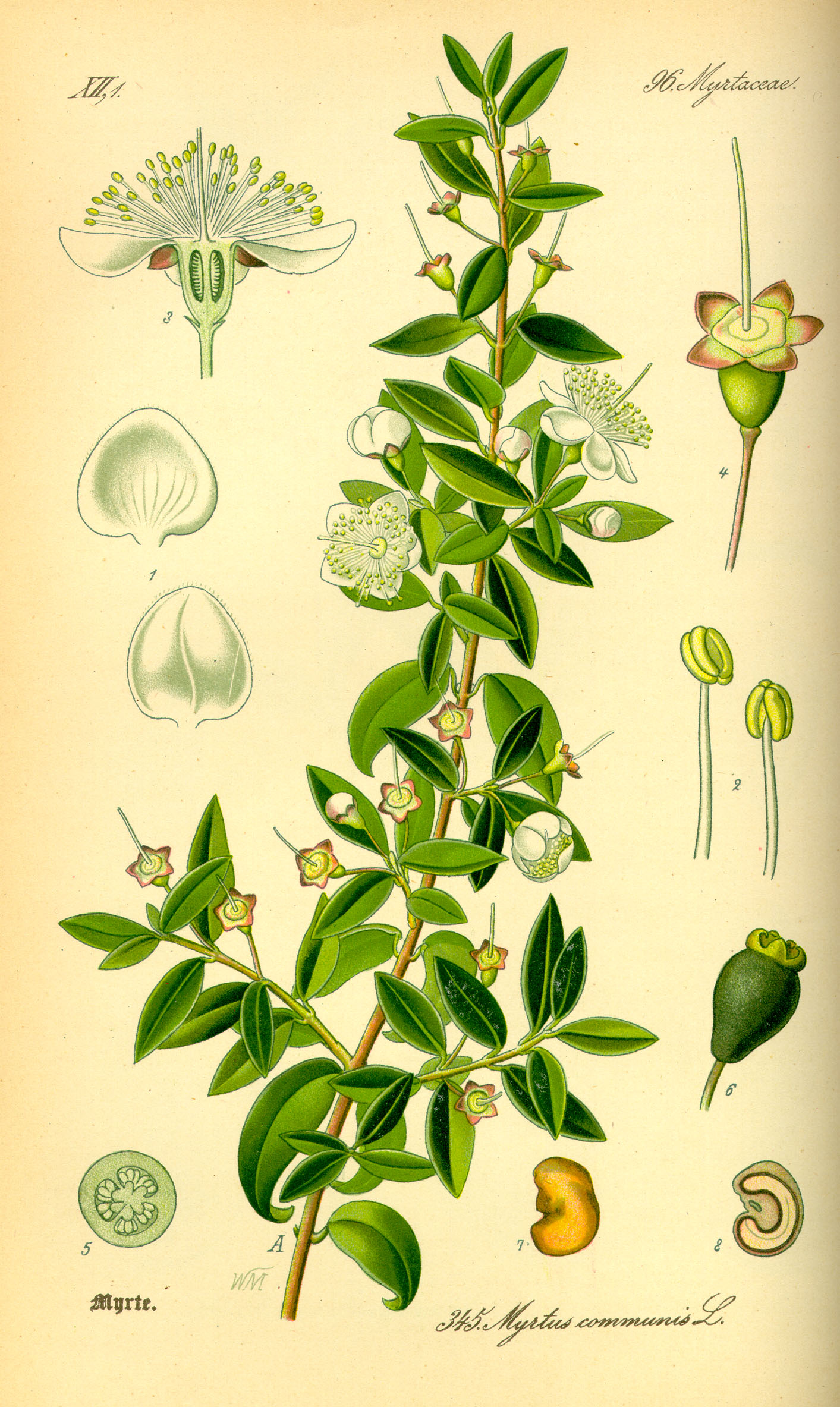
Murta-comum (Myrtus communis) de Thomé, Flora von Deutschland, Österreich und der Schweiz, 1885

Por Murta  ( género Myrtus L.) entende-se um género botânico que compreende uma ou duas espécies de plantas com flor, da família das Myrtaceae, nativo da região mediterrânica e do Norte de África.
São plantas arbustivas ou arborescentes, com muitos ramos, de folha persistente, que podem crescer até 5 m de altura. As suas folhas, coriáceas e verde-escuras, medem 3 a 5 cm de comprimento e cerca de 1,5 cm de largura, com um cheiro geralmente considerado agradável quando esmagadas devido ao seu óleo essencial disposto por diversas pontuações ao longo do limbo. As folhas são inteiras, ovado-lanceoladas, agudas, em filotaxia oposta-cruzada ou decussada (o par de folhas superior encontra-se em situação cruzada com o inferior, e cada par encontra-se disposto ao mesmo nível, pecíolo contra pecíolo). As flores, geralmente brancas (podem ter também uma coloração rosada), têm cinco pétalas e um número elevado de estames. O fruto é uma pseudobaga carnuda, elipsóide, azul-escura ou negra, contendo várias sementes. A polinização é feita por insectos e a dispersão das sementes é efectuada por pássaros que se alimentam das bagas.
O seu habitat preferencial é xerofílico (seco) e em solos sem calcário.
A murta-comum, também designada como mirta, mirto, murta-cheirosa, murta-cultivada, murta-das-noivas, murta-do-jardim, murta-verdadeira, murteira, murtinheira, murtinheiro, murtinho e murto, está vastamente distribuída pela região mediterrânica, sendo muito cultivada por todo o mundo. Nos Açores é designada como murtão. A subespécie Myrtus communis tarentina, Lineu, é designada como murta-dos-jardins ou murta-das-folhas-pequenas, sendo apreciada pela sua copa arredondada, folhagem densa e flores aromáticas. Outra espécie, conhecida como murta do Sáara (Myrtus nivellei), tem a sua área de distribuição restrita às montanhas de Tassili n'Ajjer, na Argélia meridional, e nos Montes Tibesti no Chade, onde ocorre em pequenas áreas de bosques vestigiais, perto do centro do Deserto do Sáara e é considerada uma espécie em perigo de extinção. Contudo, alguns botânicos não a consideram suficientemente distinta da Myrtus communis para constituir uma espécie à parte.

## Usos e simbolismo
Na mitologia grega, a murta era consagrada a Afrodite. O mesmo aconteceria na mitologia romana, em que Vénus recebia o título de Múrcia, que a relaciona a esta planta. De facto, desde a antiguidade que esta espécie está relacionada com rituais e cerimónias solenes - já os Gregos a utilizavam para adornar as noivas com grinaldas, como ainda por vezes acontece hoje em dia, existindo também referências no Antigo Testamento a este modo de adornar as noivas. A madeira de murta mirra era ainda usada para incensar cerimónias religiosas na Grécia Antiga.

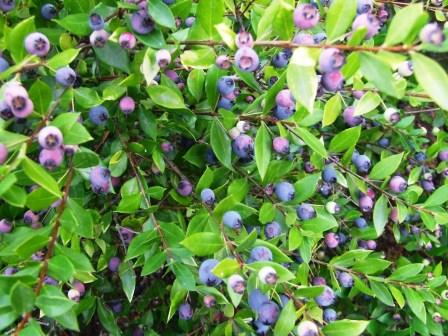
Murta com as pseudobagas carregadas de sementes.

São cultivadas ainda por causa do seu óleo essencial, usado em perfumaria e mesmo como condimento. São utilizadas também como plantas ornamentais e na conservação da umidade, valorizando-se a sua capacidade de tolerância às altas temperaturas e verões secos. A sua madeira é muito apreciada na criação de artefactos, usando tornos mecânicos. As raízes e a casca são utilizadas na extracção de tanino. Tem sido considerada como planta medicinal por diversas práticas de medicina tradicional.
Nas ilhas da Sardenha e Córsega produz-se um licor digestivo, chamado mirto, macerando bagas de murta em álcool; ao licor atribuem-se virtudes curativas de doenças da boca e sistema digestivo.
Das folhas e flores destiladas faz-se uma água usada como cosmético, chamada água-de-anjo.

### Judaísmo

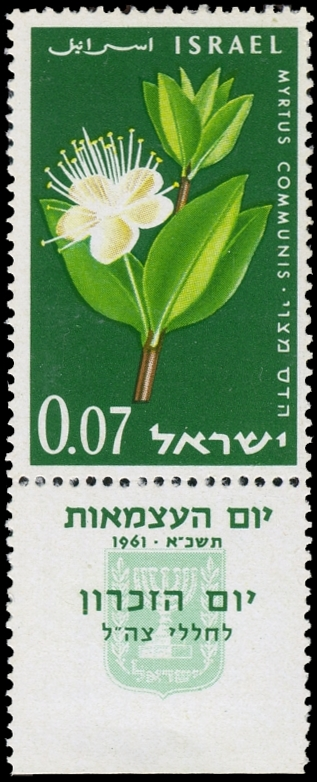
Flor de murta em um selo comemorativo do 13º aniversário da independência de Israel

Na liturgia judaica, a murta é uma das quatro plantas sagradas (Quatro Espécies) do Sukkot, a Festa dos Tabernáculos que representam os diferentes tipos de personalidade que compõem a comunidade. A murta possui uma fragrância mas não possui um sabor agradável, o que representa aqueles que possuem boas ações para seu crédito apesar de não possuirem conhecimento de estudo da Torá. Os três ramos são amarrados ou trançados juntos a uma folha de palmeira, um galho de salgueiro e um ramo de murta, pelos adoradores. O etrog ou cidra é a fruta segurada na outra mão como parte do ritual de onda do lulav. No misticismo judaico, a murta representa o fálico, a força masculina em ação no universo. Por esta razão os ramos de murta entregues  algumas vezes ao noivo quando ele entrava câmara nupcial após um casamento (Tos. Sotah 15:8; Ketubot 17a). As murtas são o símbolo e o perfume do Éden (BhM II: 52; Sefer ha-Hezyonot 17). O texto Hechalot Merkavah Rabbah requer que alguém chupe uma folha de murta como um elemento de um ritual teúrgico. Os cabalistas vinculam a murta à sefirá de Tiferet e usam ramos em seus ritos de Shabbat (especialmente no Havdalah) para sacar seu poder armizante quando a semana é iniciada (Shab. 33a; Zohar Chadash, SoS, 64d; Sha'ar ha-Kavvanot, 2, pp. 73–76). As folhas da murta foram adicionadas à água na última (7ª) elevação da cabeça no manual tahara Sefárdico tradicional (ensinando o ritual para a lavagem de mortos).
Usam-se também ramos e folhas de murta mirra/ Hadass no lulav, durante a festividade judaica do Sucot e durante o ciclo do Marabaixo, festa folclórica típica do estado do Amapá.

## Espécies
- Myrtus communis L.
- Myrtus nivellei Batt. & Trab.
- «Lista completa»

## Sinonímia
| - Corynemyrtus (Kiaersk.) Mattos - Macropsidium Blume | - Myrthus Scop. - Pilothecium (Kiaersk.) Kausel |

## Classificação do gênero
| Sistema | Classificação                      | Referência               |
| ------- | ---------------------------------- | ------------------------ |
| Linné   | Classe Icosandria, ordem Monogynia | Species plantarum (1753) |